# 오션스 일레븐 (2001년 영화)
《오션스 일레븐》(영어: Ocean's Eleven)은 미국 제작의 코미디, 범죄 영화이다. 동명의 범죄 코미디 영화를 원작으로 리메이크되었다.
스티븐 소더버그가 감독을 맡고 조지 클루니, 브래드 피트, 줄리아 로버츠, 앤디 가르시아 등이 출연했다. 오션스 트웰브, 오션스 13과 시리즈 작품이다.

## 줄거리
전문 도둑 대니 오션은 4년 복역 후 뉴저지주 교도소에서 출소한다. 그는 전 파트너 러스티 라이언과 재회하기 위해 로스앤젤레스로 향한다. 두 사람은 라스베이거스에서 부유한 사업가 루벤 티시코프에게 접근하여 티시코프의 경쟁자인 테리 베네딕트가 소유한 세 카지노, 즉 벨라조, 미라주, MGM 그랜드를 터는 제안을 한다. 곧 있을 유명 복싱 경기 동안 카지노의 지하 금고에 1억 5천만 달러 이상이 보관될 것이라고 예상한 오션은 광범위한 보안 시스템으로 보호되는 시설에 침투하여 강탈할 계획을 설명한다. 이전에 자신을 카지노 사업에서 내쫓았던 베네딕트에게 복수하고 싶은 마음에 티시코프는 작전 자금을 대기로 동의한다.
오션과 라이언은 강탈을 실행하기 위해 8명의 전문가를 모집한다: 사기꾼 프랭크 캐튼, 은퇴한 사기꾼 사울 블룸, 폭파 전문가 배셔 타르, 감시 기술자 리빙스턴 델, 곡예사 옌, 소매치기범 라이너스 콜드웰, 그리고 정비사이자 운전사인 몰로이 쌍둥이 버질과 터크. 연습을 위해 카지노 금고의 실물 크기 복제본이 제작되고, 각 팀원은 카지노에 침투하고 정보를 수집하며 작전을 준비하는 임무를 맡는다.
라이너스는 베네딕트를 미행하던 중 그가 오션의 전 부인인 테스와 사귀고 있음을 알게 된다. 오션의 진짜 동기가 개인적인 것이라고 우려한 라이언은 계획을 중단할 것을 고려하지만, 오션은 계속 진행할 것을 주장한다. 오션은 나중에 테스와 마주하여 풀리지 않은 긴장감을 재점화하고, 베네딕트를 만나 베네딕트에 의해 강제로 쫓겨나고 그의 재산에 접근이 금지된다.
강탈의 밤, 오션은 의도적으로 베네딕트의 보안 요원에게 붙잡혀 감시가 없는 방에 구금되는데, 그곳에서 공범의 도움을 받는다. 한편, 팀은 계획을 시작한다: 사울은 거물 투자자로 변장하여 베네딕트를 설득하여 귀중한 "보석"—실제로는 폭발물—이 든 서류 가방을 금고에 보관하게 한다; 옌은 서비스 카트를 통해 금고 안으로 밀반입된다; 그리고 배셔는 카지노의 보안 시스템을 포함한 전력을 무력화시키는 전자기 펄스를 활성화한다. 전력이 끊기자 오션과 콜드웰은 금고로 내려가 경비원을 제압하고 변장된 폭발물을 사용하여 금고 문을 뚫는다.
러스티는 베네딕트에게 연락하여 강도 사건을 알리고 금고 내용물의 절반을 대기 중인 밴으로 배달하지 않으면 전체를 파괴할 것이라고 요구한다. 베네딕트는 따르지만, 나중에 밴이 가치 없는 전단지로 채워진 원격 제어 미끼였다는 것을 발견한다. 동시에, SWAT팀이 금고를 급습하여 남아있는 폭발물을 터뜨려 남아있는 현금을 파괴하는 것처럼 보인다. 그러나 베네딕트는 곧 자신이 본 금고 영상이 조작되었음을 깨닫는다. 바닥에 최근 추가된 벨라조 로고가 없었기 때문이다.
일행은 SWAT팀을 사칭하여 그 가장 아래 금고에 진입했고, 강탈한 돈을 더플백에 넣어 나갔음이 밝혀진다. 보안실로 돌아온 오션은 베네딕트에게 추궁당하지만 범죄에 연루되지 않는다. 테스는 베네딕트가 자신보다 돈을 선택하는 감시 영상을 보고 그를 떠난다. 오션은 가석방 위반으로 체포되지만, 떠나기 전에 테스와 화해한다.
3~6개월 후, 오션은 감옥에서 풀려나 테스와 러스티에게 마중을 나간다. 그들이 차를 몰고 떠나자 베네딕트의 부하들이 바싹 뒤따른다.

## 출연
- 조지 클루니 (George Clooney) - 대니 오션
- 브래드 피트 (Brad Pitt) - 러스티 라이언
- 줄리아 로버츠 (Julia Roberts) - 테스 오션
- 앤디 가르시아 (Andy Garcia) - 테리 베네딕트
- 맷 데이먼 (Matt Damon) - 라이너스 콜드웰
- 돈 치들 (Don Cheadle) - 배셔 타르
- 칼 라이너 (Carl Reiner) - 사울 블룸
- 스콧 칸 (Scott Caan) - 터크 말로이
- 버니 맥 (Bernie Mac) - 프랭키 캐튼
- 엘리어트 굴드 (Elliott Gould) - 루벤 티스코프
- 친사오보 (Qin Shaobo) - 고무줄 옌
- 에드워드 제미슨 (Edward Jemison) - 리빙스턴 델
- 케이시 애플렉 (Casey Affleck) - 버질 말로이

## 한국판 성우진

### SBS (2005년 2월 13일)
- 김환진 - 대니 오션(조지 클루니)
- 김승준 - 러스티 라이언(브래드 피트)
- 강희선 - 테스 오션(줄리아 로버츠)
- 이규화 - 테리 베네딕트(앤디 가르시아)
- 김일 - 라이너스 캘드웰(맷 데이먼) / 러스티의 친구(조슈아 잭슨)
- 변현우 - 버질 말로이(케이시 애플렉) / 러스티의 친구(토퍼 그레이스) / 옌(진소파)
- 김준 - 배셔 타르(돈 치들)
- 탁원제 - 루벤 티쉬코프(엘리엇 굴드) / 자동차 딜러(조 라 두에)
- 이병식 - 프랭크 캐튼(버니 맥)
- 윤복성 - 터크 말로이(스콧 칸) / 러스티의 친구(배리 왓슨)
- 이종혁 - 리빙스턴 델(에디 제미선) / 러스티의 친구(셰인 웨스트)
- 박상일 - 사울 브룸(칼 라이너)
- 손종환 - 지배인(마이클 딜라노) / 카지노 경호원
- 채의진 - 러스티의 친구(홀리 마리 컴즈) / 심문관

### SBS판 스태프
- 타이틀 그래픽 - 강봉균
- CG - 최윤상
- 녹음 - 김흥배
- 편집감독 - 백광제
- CM운행 - 김학정
- CM편집 - 이광순
- 자막방송 제작 지원 - 방송위원회, 방송발전기금
- 번역 - 조선희
- 연출 - 김하정

### KBS (2012년 5월 18일)
- 이정구 - 대니 오션(조지 클루니)
- 김승준 - 러스티 라이언(브래드 피트)
- 유남희 - 테스 오션(줄리아 로버츠)
- 이규화 - 테리 베네딕트(앤디 가르시아)
- 강수진 - 라이너스 캘드웰(맷 데이먼) / 러스티의 친구(배리 왓슨)
- 남도형 - 버질 말로이(케이시 애플렉) / 러스티의 친구(조슈아 잭슨)
- 윤세웅 - 배셔 타르(돈 치들) / 러스티의 친구(셰인 웨스트)
- 장광 - 루벤 티쉬코프(엘리엇 굴드)
- 사성웅 - 프랭크 캐튼(버니 맥)
- 방우호 - 터크 말로이(스콧 칸)
- 홍진욱 - 리빙스턴 델(에디 제미선) / 윌시(마이클 딜라노) / 옌(진소파)
- 유강진 - 사울 브룸(칼 라이너)
- 장민혁 - 러스티의 친구(토퍼 그레이스) / 자동차 딜러(조 라 두에)
- 이제인 - 러스티의 친구(홀리 마리 컴즈) / 심문관
- 이미연 - 카지노 딜러(로리 갈린스키)

### KBS판 스태프
- 녹음 - 백광재
- 타이틀제작 - 윤성기, 김창동(KBS 미디어텍)
- 그래픽 - 권미정
- 편집 - 윤수야
- 번역 - 최성연
- 연출 - 이원희
- 기획 - KBS 한국방송
- 우리말제작 - KBS 미디어